# 山田滉太
山田 滉太（やまだ こうた、1997年11月25日 - ）は、日本の男子バレーボール選手である。

## 来歴
福井県鯖江市出身。小学4年生からバレーボールを始める。
福井工業大学附属福井高等学校、中京大学を経て、2019-20シーズン、V.LEAGUE DIVISION1 MEN（V1男子）に所属する大分三好ヴァイセアドラーの内定選手となった。内定選手としてV1の試合に出場しVリーグデビューも果たした。
2020年、大学卒業後に、大分三好ヴァイセアドラーに入団した。
2023年、2022-23シーズン終了をもって大分三好ヴァイセアドラーを退団し、V2男子に所属する北海道イエロースターズに移籍した。

## 所属チーム
- 福井工業大学附属福井高等学校（2013-2016年）
- 中京大学（2016-2020年）
- 大分三好ヴァイセアドラー（2020-2023年）
- 北海道イエロースターズ（2023年-）

## 受賞歴
- 2024年 - 2023-24 V.LEAGUE DIVISION2 MEN 最高殊勲選手賞、サーブ賞